# Tuesday Night Music Club
Tuesday Night Music Club è l'album d'esordio della cantante statunitense Sheryl Crow, pubblicato il 3 agosto del 1993.
Nel marzo 1995, per merito anche di un notevole airplay, raggiunse la terza posizione della classifica Billboard Top 200.
Nonostante le grandi strategie commerciali messe in atto dai vertici dell'A&M Records, l'album non ebbe però un successo immediato: il primo singolo Run Baby Run, infatti, non fece in tempo a entrare in classifica e le vendite iniziali del secondo brano Leaving Las Vegas furono particolarmente scarse. Fu il terzo singolo, il contagioso All I Wanna Do, a portare l'album alla ribalta: attestandosi al Numero Due della classifica "US Billboard Hot 100", la canzone diventò il singolo più venduto dell'estate 1994. Il quarto singolo Strong Enough fu invece una hit della Top Five.
Grazie alle oltre 4,5 milioni di copie vendute, stimate dall'autorevole Billboard Magazine nel gennaio 2008, Tuesday Night Music Club risulta essere - ad oggi - l'album più venduto dell'artista statunitense.

## Storia
Il titolo dell'album, apparentemente modesto e intimista, riprende il nome di un collettivo musicale fondato nel 1992 dal produttore e musicista statunitense Bill Bottrell. Secondo il mito creato dai mass media e dai fans, le undici tracce che compongono il disco nacquero spontaneamente nel corso di informali jam-session consumate ogni martedì sera dal gruppo di musicisti (cui Sheryl Crow era stata introdotta dal fidanzato Kevin Gilbert) all'interno del Toad Hall Studio di Pasadena (California).
In realtà non tutti i brani scaturirono da quegli incontri: quasi tutti i pezzi, infatti, videro la luce nel corso di una consapevole attività compositiva svolta dai membri del gruppo a favore dell'esordio discografico di Sheryl Crow, reduce da una sfortunata parentesi professionale nel 1991. Solo due di essi rispecchiano il vero spirito del Tuesday Night Music Collective, ovvero Leaving Las Vegas e "Strong Enough". Le altre tracce vennero invece composte in sede separata (o addirittura in periodi precedenti all'attività di gruppo) e solo successivamente elaborate dal team musicale ("What I Can Do for You" è una canzone pre-TNMC, scritta da Sheryl e David Baerwald e completata nello studio di Pasadena. "I Shall Believe" e "Can't Cry Anymore" furono originate da Sheryl ed infine elaborate da lei in congiunzione con Bill Bottrell).

## Tracce
1. Run Baby Run – 4:53 (David Baerwald, Bill Bottrell, Sheryl Crow)
2. Leaving Las Vegas – 5:10 (Baerwald, Bottrell, Crow, Kevin Gilbert, David Ricketts)
3. Strong Enough – 3:10 (Baerwald, Bottrell, Crow, Gilbert, Brian MacLeod, Ricketts)
4. Can't Cry Anymore – 3:41 (Bottrell, Crow)
5. Solidify – 4:08 (Baerwald, Bottrell, Crow, Gilbert, Kevin Hunter, MacLeod, Ricketts)
6. The Na-Na Song – 3:12 (Baerwald, Bottrell, Crow, Gilbert, MacLeod, Ricketts)
7. No One Said It Would Be Easy – 5:29 (Bottrell, Crow, Gilbert, Dan Schwartz)
8. What I Can Do for You – 4:15 (Baerwald, Crow)
9. All I Wanna Do – 4:32 (Baerwald, Bottrell, Wyn Cooper, Crow, Gilbert)
10. We Do What We Can – 5:38 (Bottrell, Crow, Gilbert, Schwartz)
11. I Shall Believe – 5:34 (Bottrell, Crow)

## Formati
L'album è stato distribuito in compact disc e musicassetta. Sono molto rari alcuni singoli estratti dall'album che sono stati pubblicati in dischi in vinile da 7".

## Edizioni Speciali

### Minutes From The Tuesday Night Music Club
Nel 1993 è stata pubblicata una particolare edizione dell'album, dal titolo Minutes From The Tuesday Night Music Club, per il solo mercato statunitense, proposta sotto forma di un elegante custom book che include disco, testi dei brani ed una serie di fotografie inedite.

### Sheryl Crow Live
Nel 1995 è stata pubblicata per il Regno Unito un'edizione speciale che presenta un ulteriore CD, denominato Sheryl Crow Live, e che contiene alcuni brani, registrati il 6 giugno 1994, presso lo Shepherds Bush Empire di Londra. Ecco la track-list:
1. "Reach Around Jerk" (Crow, Bottrell, Schwartz) – 4:48
2. "Can't Cry Anymore" (Bottrell, Crow) – 4:54
3. "What Can I Do For You" (Baerwald, Crow) – 7:01
4. "No-One Said It Would Be Easy" (Bottrell, Crow, Gilbert, Dan Schwartz) – 6:55
5. "Leaving Las Vegas" (Baerwald, Bottrell, Crow, Gilbert, Ricketts) – 6:38
6. "Volvo Cowgirl" (Crow, Baerwald, Gilbert, Bottrell, Macleod, Schwartz) – 2:30

### Sheryl Crow Live From Nashville
Nel 1995 è stata pubblicata un'edizione speciale di TNMC per l'Australia e per il Giappone, che presenta un ulteriore CD "dal vivo", denominato Sheryl Crow Live From Nashville, registrato il 15 aprile 1994, al 328 Club di Nashville (Tennessee). L'edizione che secondo le indicazioni dell'album è stata pubblicata in "Australasia" è denominata anche come "Australian Tour Edition", presenta un ulteriore foglietto informativo riguardo al secondo CD, ed è stata pubblicata in coincidenza dell'inizio del tour per TNMC che ha fatto tappa anche a Melbourne e Brisbane.
1. "Can't Cry Anymore" (Crow, Bottrell) – 4:24
2. "Reach Around Jerk" (Crow, Bottrell, Schwartz) – 4:10
3. "Strong Enough" (Crow, Bottrell, Baerwald, Gilbert, MacLeod, Ricketts) – 3:11
4. "Leaving Las Vegas" (Crow, Bottrell, Baerwald, Gilbert, Ricketts) – 5:48
5. "I Shall Believe" (Crow, Bottrell) – 6:21

### Sheryl Crow Live in Singapore: [V] at the Hard Rock
Sempre nel 1995, in una nuova edizione speciale del disco, il TNMC è stato pubblicato con un altro cd "dal vivo", registrato il 1º maggio del 1995: Live in Singapore: [V] at the Hard Rock, ecco la track-list:
1. "Can't Cry Anymore" (Bottrell, Crow) – (4:24)
2. "Leaving Las Vegas" (Baerwald, Bottrell, Crow, Gilbert, Ricketts) – (5:34)
3. "Run Baby Run" (Baerwald, Bottrell, Crow) – (5:58)
4. "The Na-Na Song" (Baerwald, Bottrell, Crow, Gilbert, MacLeod, Ricketts) – (3:42)
5. "Strong Enough" (Baerwald, Bottrell, Crow, Gilbert, MacLeod, Ricketts) – (3:12)
6. "All I Wanna Do" (Baerwald, Bottrell, Cooper, Crow, Gilbert) – (5:19)

## Tuesday Night Music Club "Deluxe Edition"
Il 17 novembre 2009 è stata pubblicata una versione commemorativa dell'album Tuesday Night Music Club pubblicata dalla Universal  che contiene in tutto tre dischi: due audio Cd, tracklist originale per un disco, ed una serie di inediti per il secondo supporto, per un totale di 21 tracce, ed un Bonus DVD contenente, oltre ai già conosciuti videoclip, un breve ma esaustivo documentario girato durante le innumerevoli tappe del cosiddetto Tuesday Night Music Club Tour '93-'95...

### Tracce

#### Disc 1
- CD Tuesday Night Music Club

1. Run Baby Run – 4:53 (David Baerwald, Bill Bottrell, Sheryl Crow)
2. Leaving Las Vegas – 5:10 (Baerwald, Bottrell, Crow, Kevin Gilbert, David Ricketts)
3. Strong Enough – 3:10 (Baerwald, Bottrell, Crow, Gilbert, Brian MacLeod, Ricketts)
4. Can't Cry Anymore – 3:41 (Bottrell, Crow)
5. Solidify – 4:08 (Baerwald, Bottrell, Crow, Gilbert, Kevin Hunter, MacLeod, Ricketts)
6. The Na-Na Song – 3:12 (Baerwald, Bottrell, Crow, Gilbert, MacLeod, Ricketts)
7. No One Said It Would Be Easy – 5:29 (Bottrell, Crow, Gilbert, Dan Schwartz)
8. What I Can Do for You – 4:15 (Baerwald, Crow)
9. All I Wanna Do – 4:32 (Baerwald, Bottrell, Wyn Cooper, Crow, Gilbert)
10. We Do What We Can – 5:38 (Bottrell, Crow, Gilbert, Schwartz)
11. I Shall Believe – 5:34 (Bottrell, Crow)

#### Disc 2
- CD B-sides, Rarities and Outtakes

1. Coffee Shop (Previously unreleased) (Crow, Bottrell)
2. Killer Life (Previously unreleased) (Crow, Bottrell)
3. Essential Trip of Hereness (Previously unreleased) (Crow, MacLeod, Jennifer Condos, Scott Bryan, Bottrell)
4. Reach Around Jerk (From one of the B-sides of UK single Run Baby Run, 1993) (Crow, Bottrell, Schwartz)
5. Volvo Cowgirl 99 (From the B-side of the UK single What I Can Do for You, 1995) (Crow, Baerwald, Gilbert, Bottrell, MacLeod, Schwartz)
6. You Want More (Previously unreleased) (Crow, Trott)
7. All by Myself (From one of the B-sides of UK single Run Baby Run, 1993) (Carmen, Rachmaninoff)
8. On the Outside (From the Songs in the Key of X: Music from and Inspired by the X-Files soundtrack and the B-side of the UK CD single If It Makes You Happy, 1996) (Crow, Bottrell)
9. D'yer Mak'er (From Encomium: A Tribute to Led Zeppelin and the B-side of the UK CD single What I Can Do for You, 1995) (Jimmy Page, Robert Plant, John Paul Jones, John Bonham)
10. I Shall Believe (New 2009 Remix) (Crow, Bottrell)

#### Disc 3
- Bonus DVD
  - Valuable Stuff:

1. A documentary featuring on-the-road, backstage, soundcheck and live footage recorded during the Tuesday Night Music Club Tour, 1993-1995

- - The Videos:

1. Leaving Las Vegas
2. All I Wanna Do
3. Strong Enough
4. Can't Cry Anymore
5. Run Baby Run
6. What I Can Do for You

- - Bonus:

1. All I Wanna Do [Alternate Version]

## Interpreti e collaboratori
- Sheryl Crow - chitarra, pianoforte, Voce
- David Baerwald - chitarra
- Bill Bottrell - chitarra, pedal steel
- Kevin Gilbert - batteria
- David Ricketts - basso
- Dan Schwartz - basso, chitarra
- Wendell Crow - tromba

## Area Produzione
- Produttore: Bill Bottrell
- Assistente alla Produzione: Dan Schwartz
- Engineer: Blair Lamb
- Mastering: Bernie Grundman
- Direzione Artistica: Richard Frankel
- Design: Jean Krikorian
- Foto: Melodie McDaniel, Peggy Sirota

## Charts
Album - Billboard (North America)
| Anno | Classifica        | Posizione |
| ---- | ----------------- | --------- |
| 1994 | Heatseekers       | 2         |
| 1994 | The Billboard 200 | 3         |

Singoli - Billboard (North America)
| Anno | Singolo             | Classifica              | Posizione |
| ---- | ------------------- | ----------------------- | --------- |
| 1994 | "All I Wanna Do"    | Adult Contemporary      | 1         |
| 1994 | "All I Wanna Do"    | Mainstream Rock Tracks  | 35        |
| 1994 | "All I Wanna Do"    | Modern Rock Tracks      | 4         |
| 1994 | "All I Wanna Do"    | Rhythmic Top 40         | 31        |
| 1994 | "All I Wanna Do"    | The Billboard Hot 100   | 2         |
| 1994 | "All I Wanna Do"    | Top 40 Mainstream       | 1         |
| 1994 | "Leaving Las Vegas" | Modern Rock Tracks      | 8         |
| 1994 | "Leaving Las Vegas" | The Billboard Hot 100   | 60        |
| 1994 | "Leaving Las Vegas" | Top 40 Mainstream       | 31        |
| 1994 | "Strong Enough"     | The Billboard Hot 100   | 5         |
| 1995 | "All I Wanna Do"    | Adult Top 40            | 32        |
| 1995 | "All I Wanna Do"    | Top 40 Adult Recurrents | 4         |
| 1995 | "All I Wanna Do"    | Top 40 Adult Recurrents | 7         |
| 1995 | "Can't Cry Anymore" | Adult Contemporary      | 22        |
| 1995 | "Can't Cry Anymore" | Adult Top 40            | 29        |
| 1995 | "Can't Cry Anymore" | Modern Rock Tracks      | 38        |
| 1995 | "Can't Cry Anymore" | The Billboard Hot 100   | 36        |
| 1995 | "Can't Cry Anymore" | Top 40 Mainstream       | 10        |
| 1995 | "Strong Enough"     | Adult Contemporary      | 11        |
| 1995 | "Strong Enough"     | Adult Top 40            | 34        |
| 1995 | "Strong Enough"     | Modern Rock Tracks      | 10        |
| 1995 | "Strong Enough"     | Top 40 Mainstream       | 3         |

## Premi ottenuti
Grammy Awards
| Anno | Brano            | Categoria                         |
| ---- | ---------------- | --------------------------------- |
| 1995 | "All I Wanna Do" | Best Female Pop Vocal Performance |
| 1995 | "All I Wanna Do" | Record Of The Year                |